# Чернин (Киевская область)
Черни́н (укр. Чернин) — село, входит в Таращанский район Киевской области Украины.
Население по переписи 2001 года составляло 714 человека. Почтовый индекс — 09511. Телефонный код — 4566. Занимает площадь 4,775 км². Код КОАТУУ — 3224488201.

## Местный совет
09511, Київська обл., Таращанський р-н, с.Чернин